# کوه‌های مره
کوه‌های مره (به عربی: جبل مرة) یک رشته‌کوه در سودان است که در دارفور واقع شده‌است. کوه‌های مره ۳٬۰۴۲ متر بالاتر از سطح دریا واقع شده‌است.